# 松崗駅
松崗駅（しょうこうえき、中文表記: 松岗站、英文表記: Songgang Station）は、中華人民共和国深圳市宝安区に位置する深圳地下鉄11号線（機場線）の駅。

## 駅構造
島式ホーム1面2線の地下駅
| 1 | コンコース        | 顧客サービス、ショップ |
| 2 |                   | ←■11号線 碧頭方面      |
| 2 | 島式ホーム        |                        |
| 2 | ■11号線 福田方面→ |                        |

## 隣の駅
■11号線
碧頭駅 - 松崗駅 - 後亭駅